# Bodies (serie televisiva)
Bodies è una serie televisiva britannica scritta e creata per Netflix da Paul Tomalin e diretta da Marco Kreuzpaintner e Haolu Wang. È basata sull'omonima graphic novel DC Vertigo del 2015, scritta da Si Spencer e illustrata da Dean Ormston, Tula Lotay, Meghan Hetrick e Phil Winslade. La serie è composta da otto episodi ed è stata presentata in anteprima su Netflix il 19 ottobre 2023.

## Trama
La storia inizia con l'apparizione di un cadavere in Longharvest Lane a Londra. Questo evento si verifica nello stesso luogo in quattro anni diversi (1890, 1941, 2023 e 2053) e porta a quattro diverse indagini investigative che alla fine si intrecciano con conseguenze di vasta portata.

## Episodi

### Siete già morto allora
2023. Londra. Il sergente di polizia Shahara Hasan vede un adolescente, Syed Tahir, con una pistola ad una manifestazione di estrema destra. Lo segue finché, giunta a Longharvest Lane, trova un cadavere, nudo e ucciso con un'arma da fuoco. Riceve quindi l'incarico di indagare sullo sconosciuto ucciso, di cui non c'è traccia nel database. Rintraccia Syed, tentando di convincerlo a consegnarsi ma quest'ultimo, dopo aver ribadito la propria innocenza, si suicida.
1941. Il sergente di polizia Charles Whiteman riceve una misteriosa telefonata, che gli ordina di recarsi a Longharvest Lane e prelevare un cadavere, lo stesso identico trovato da Hasan nel 2023. Viene seguito da Farrel, un superiore antisemita, ma sul punto di trovare Whiteman con il corpo, Farrel viene ucciso da un raid aereo. Whiteman riceve l'incarico di indagare sulla morte di Farrel e dello sconosciuto, mentre la misteriosa voce al telefono gi ordina di sabotare l'indagine.
1890. L'ispettore di polizia Alfred Hillinghead indaga sullo stesso cadavere, sempre a Longharvest Lane. Ottiene delle fotografie dal giornalista gay Henry Ashe, il quale era stato visto aggirarsi in modo sospetto sulla scena del crimine. Quando il medico legale, vedendo le fotografie, riconosce un uomo in una di esse, minaccia Hillinghead di lasciare il caso.
2053. La detective Iris Maplewood rileva un'anomalia elettromagnetica a Longharvest Lane. Recatisi lì, trova lo stesso uomo delle altre tre epoche, solo che stavolta è ancora vivo.

### Sa chi sono io?
2023. Il team di Hasan indaga su Elias Mannix, un adolescente amico di Syed che era stato visto con lui prima del ritrovamento del corpo. Hasan interroga i genitori adottivi di Elias, i Morley, i quali indirizzano la polizia ad una trappola in cui un collega di Hasan resta ucciso. La signora Morley cripticamente ringrazia Hasan per "tutto quello che farà per Elias". Poi si pente di "aver detto troppo" e si strappa la lingua.
1941. Whiteman incastra un criminale locale per l'omicidio, ma il suo superiore, Calloway, resta sospettoso. Una bambina senzatetto che ha visto Whiteman con il corpo a Longharvest Lane arriva alla stazione di polizia.
1890. Hillinghead viene spinto dai suoi superiori a chiudere il caso. Decide tuttavia di conservare la foto dell'uomo misterioso scattata da Ashe. L'ispettore e il giornalista decidono dunque di continuare a indagare in segreto.
2053. Il Regno Unito è governato dal regime dittatoriale detto l'Esecutivo, guidato dal Comandante Elias Mannix, che ha preso il potere dopo una devastante esplosione avvenuta 30 anni prima. Dopo che lo sconosciuto trovato da Maplewood è morto durante l'operazione, alla donna viene proibito di indagare. Decide tuttavia di proseguire l'indagine in segreto e scopre con l'aiuto del fratello che l'uomo è il professore universitario di fisica quantistica Gabriel Defoe, il quale però appare vivo e vegeto. Viene scoperta, ma Mannix la autorizza lo stesso ad indagare, affermando che Defoe fa parte di un'organizzazione terroristica chiamata Chapel Perilous.

### A tempo debito
1890. Hillinghead e Ashe identificano l'uomo della foto come Sir Julian Harker, uno speculatore creduto morto anni prima. Harker invita Hillinghead ad una seduta spiritica tenuta dalla madre, Lady Agatha Harker. Durante la seduta Hillinghead viene drogato e fotografato in posizioni compromettenti con il corpo di Defoe. L'ispettore avverte Ashe che Harker sta tramando qualcosa e i due hanno un rapporto sessuale. Successivamente Hillinghead ritorna sulla scena del crimine a Longharvest Lane e incide il proprio nome alla base di un muro.
1941. La bambina, Esther, tenta di ricattare Whiteman, minacciando di rivelare di averlo visto con il corpo a Calloway. La misteriosa persona che telefona a Whiteman gli ordina di uccidere la bambina, ma lui non ci riesce e decide di inscenare la sua morte e nasconderla in casa sua.
2023. Elias Mannix viene arrestato e dice ad Hasan che i suoi genitori adottivi conoscono il futuro, e che gli hanno detto di essere destinato a causare un'esplosione. Tornata a Longharvest Lane, Hasan nota la firma di Hillinghead alla base del muro.
2053. Mannix spiega a Maplewood che l'uomo trovato nel vicolo è un Defoe proveniente dal futuro, poiché la Chapel Perilous ha trovato il modo di viaggiare nel tempo, con cui intendono impedire l'esistenza dell'Esecutivo. Dunque le ordina di pedinare Defoe.

### Fino all'alba dei tempi
1890. Ashe nota un'impronta di Harker sugli occhiali di Hillinghead. I due verificano che le impronte combaciano con quelle trovate dall'ispettore sulla scena del crimine, capendo che possono ancora smascherare Harker. 
1941. Whiteman e Esther si nascondono in un rifugio antiaereo durante un raid. Qui Whiteman viene aggredito da un collega poliziotto che lo stava pedinando, ed è costretto ad ucciderlo. La donna che telefonava a Whiteman si rivela essere un'anziana Polly, la figlia di Hillinghead, e avvelena Esther senza che Whiteman possa fare nulla per salvarla.
2023. Hasan trova negli archivi i fascicoli dei casi di Hillinghead e Whiteman, identici al suo, e scopre un collegamento tra i Morley, genitori adottivi di Elias, e la famiglia Harker. Si introduce nella villa abbandonata degli Harker, dove trova Andrew Morley, il quale afferma di far parte di un gruppo di persone intenzionate a "cambiare il mondo e il futuro", prima di aggredirla e rinchiuderla in una stanza sotterranea.
2053. Maplewood porta Defoe a casa sua, convinta di poter impedire il suo omicidio. I due bevono e hanno una conversazione profonda sul libero arbitrio e sulla ricerca del professore. Defoe tenta di scappare ma Maplewood lo ferma, per poi essere messa fuori gioco con un teaser dalla sua vicina di casa, che si rivela essere un membro della Chapel Perilous.

### Siamo i nostri fantasmi
1890. Hillinghead porta dentro Harker per interrogarlo con l'accusa di aver ucciso Defoe, ma l'uomo rivela le foto compromettenti scattate la sera della seduta spiritica e lo ricatta, ordinandogli di incastrare Ashe.
1941. Whiteman chiede aiuto a Calloway per trovare Polly. I due scoprono che la donna è la direttrice generale della Harker Bank. Witheman rapisce Polly, costringendola a giocare alla roulette russa finché non confessa l'omicidio di Esther. Calloway li arresta entrambi, ma viene ucciso dal commissario di polizia Hayden, che si rivela essere figlio di Polly.
2023. Dopo esser stata liberata dai colleghi poliziotti, capitanati dall'ispettore capo Barber, il suo superiore, Hasan fa visita alla madre di Elias, Sarah Mannix. Parlando con lei, scopre che Barber è il padre di Elias. Barber fa evadere il figlio di prigione. Cercandoli a casa dell'ispettore capo, Hasan trova un disco indirizzato a lei e registrato nel 1941. In esso, Harker rivela di essere lui stesso Elias, e afferma che Hasan lo aiuterà a causare l'esplosione che distruggerà Londra.
2053. Alla base della Chapel Perilous, un'anziana Hasan mostra a Maplewood "la Gola", la macchina del tempo creata da Defoe. I due spiegano a Maplewood che Mannix intende tornare indietro nel tempo di 200 anni per fondare la setta che causerà l'esplosione del 2023, favorendo la sua ascesa al potere. Non credendo alle loro parole, Maplewood segnala la propria posizione agli agenti dell'Esecutivo, che attaccato il luogo uccidendo la maggior parte dei membri della Chapel Perilous e permettendo a Mannix di arrivare alla Gola.

### Il mondo è tuo
1890. Hillinghead informa Ashe che sarà incastrato per l'omicidio, ma Ashe rifiuta di fuggire. Per proteggerlo, Hillinghead si assume la colpa, firmando una falsa confessione. Prima di essere portato via dalla polizia, inoltre, rivela alla sua famiglia di essere omosessuale. Sua figlia Polly, comunque, non crede che il padre abbia commesso l'omicidio.
1941. Un anziano Harker registra dischi indirizzati a diverse persone nel futuro. Whiteman rifiuta l'offerta di Hayden di essere promosso in cambio del silenzio, e, dopo aver rintracciato Polly a casa Harker, uccide sia lei che l'anziano Julian, vendicando Esther, per poi essere arrestato e condannato a morte.
2023. Hasan informa l'antiterrorismo della bomba. L'agente dell'antiterrorismo Bothroyd la accompagna alla Harker Bank, dove scoprono, in un caveau sotterraneo, una bomba nucleare. In seguito Hasan incontra Barber ed Elias, che ha il detonatore. Hasan convince Elias a lasciare il detonatore, mentre Bothroyd uccide Barber. Hasan porta Elias da sua madre, ma questa rifiuta di vederlo. Furioso, Elias cambia idea e telefona ad un numero che Barber gli ha dato, azionando un secondo detonatore che fa esplodere la bomba. 
2053. Defoe e Hasan vengono portati di fronte a Maplewood e Mannix. Hasan spara a Mannix a una gamba, ma lui le spara a sua volta ferendola. Mannix costringe Defoe a programmare la gola per condurlo al 1889, ed entra nel portale da essa creato. Defoe tenta di inseguirlo ma Maplewood gli spara. A causa dell'instabilità della Gola, Defoe si sdoppia, spiegando così le sue molteplici copie sparse nel tempo.

### Prova a prendermi
1889. Risvegliatosi a Longharvest Lane, Mannix viene soccorso e portato in ospedale, dove assume l'identità di Sir Julian Harker, aristocratico morto in guerra. Lady Agatha accetta di spacciarlo per suo figlio dopo che lui le promette fortuna e ricchezza. Un anno dopo, Mannix ritorna a Longharvest Lane per assistere all'apparizione del corpo di Defoe, dove viene fotografato da Ashe. Nel frattempo, avvia la costruzione della Harker Bank, progettando personalmente il caveau dove sarà la bomba, recluta sempre più adepti e incontra Polly, che si innamora di lui. Quando Hillinghead si assume la colpa dell'omicidio di Defoe, Harker lo fa uccidere prima che arrivi in prigione. Successivamente sposa Polly, coinvolgendola nella sua cospirazione, dalla quale ha un figlio, Hayden.
2053. Maplewood, resasi conto dei propri sbagli, salva Hasan portandola da suo fratello. Leggendo gli appunti di Defoe, Maplewood realizza che una copia del professore è stata inviata quattro giorni nel futuro. Lei e Hasan lo trovano e lo salvano in tempo, e pianificano di mandare Maplewood nel 1890 per fermare Harker.

### Sappi che sei amato
1890. Maplewood viene trovata a Longharvest Lane e portata alla centrale di polizia, dove riesce a raccontare tutta la verità a Hllinghead, avvertendolo anche della sua imminente morte. Pur non riuscendo ad evitare il proprio destino, prima di morire Hillinghead rivela a Mannix che conosce la sua vera identità e che morirà solo e senza amore. Questa rivelazione sconvolge l'uomo, il quale diventa freddo e distaccato con Polly facendo sì che, quando la donna scopre della sua cospirazione, l'amore che prova per lui ne venga irrimediabilmente danneggiato.
1941. Harker, ormai anziano e tormentato dal rimorso, registra un disco per il giovane Elias in cui lo avverte di non fare esplodere la bomba. Dopo che Whiteman ha ucciso Polly, Harker gli consegna il disco convincendolo a farlo avere ad Hasan. Whiteman nasconde il disco e lascia un indizio su dove trovarlo a Longharvest Lane, per poi essere ucciso dagli uomini di Hayden.
2053. L'anziana Hasan trova l'indizio lasciato da Whiteman, e decide di tornare indietro al 2023 per avvisare la sé stessa giovane. Dopo aver trovato il disco, le due Hasan lo fanno ascoltare ad Elias, il quale rinuncia a far esplodere la bomba. La madre di Elias, Sarah, lo abbraccia riconciliandosi con lui prima che Elias scompaia, cancellato dall'esistenza insieme alla Hasan anziana. 
Le vite dei quattro detective riprendono il loro normale corso, libere dal coinvolgimento nel tragico loop. Tuttavia, nel finale è suggerito che non sia ancora finita, poiché nel 2023, su uno schermo pubblicitario compaiono le iniziali "K.Y.A.L", ovvero "Know you are loved", il motto della setta di Harker.

## Personaggi e interpreti
- Karl Charles Whiteman Weissman (1941), interpretato da Jacob Fortune-Lloyd
- Shahara Hasan (2023, 2053), interpretata da Amaka Okafor
- Alfred Hillinghead (1890), interpretato da Kyle Soller
- Iris Maplewood (2053), interpretata da Shira Haas
- Polly Harker (1941) moglie di Sir Julian Harker, interpretata da Greta Scacchi
- Professor Gabriel Defoe, interpretato da Tom Mothersdale
- Danny Barber (2023), interpretato da Michael Jibson
- Mannix / Sir Julian Harker, interpretato da Stephen Graham
- Calloway (1941), interpretato da Derek Riddell
- Henry Ashe (1890), fotoreporter interpretato da George Parker
- Elias Mannix (2023), interpretato da Gabriel Howell
- Polly Hillinghead (1890), figlia di Alfred Hillinghead interpretata da Synnøve Karlsen
- Charlotte Hillinghead (1890), moglie di Alfred Hillinghead interpretata da Amy Manson
- DI Farrell (1941), interpretato da Jonny Coyne
- Maggie (2023), investigatrice forense interpretata da Alexandra Roach
- Andrew Morley (2023), genitore adottivo di Elias Mannix, marito di Elaine interpretato da Mark Lewis Jones
- Elaine Morley (2023), genitore adottivo di Elias Mannix, moglie di Andrew interpretata da Kate Ashfield
- Lady Agatha Harker (1890), interpretata da Anna Calder-Marshall
- Sarah Mannix (2023), madre di Elias Mannix interpretata da Natalie Gavin
- DI Bothroyd (2023), detective SO15 interpretata da Kae Alexander